# Институт современного искусства (Бостон)
Институт современного искусства в Бостоне (англ. Institute of Contemporary Art, сокр. ICA) — художественный музей и выставочная площадка в Бостоне,  Массачусетс, посвящённые современному искусству.

## История и деятельность
Институт современного искусства был основан как Бостонский музей современного искусства (Boston Museum of Modern Art) в 1936 году, с арендным офисом и галереями в Гарвардском художественном музее. Первым его президентом стал 26-летний архитектор Натаниэль Солтонстолл (Nathaniel Saltonstall). Первой выставкой, проведённой музеем, стала выставка работ Поля Гогена. В первый же год существования музея был проведен сбор средств для организации «Бала современного искусства» (Modern Art Ball), на котором присутствовали многие знаменитости из мире искусства, в том числе Гала и Сальвадор Дали.
В 1937 году Бостонский музей переехал в свою собственную галерею, расположенную по 14 Newbury Street. В этом году в музее была представлена первая экспозиция, посвящённая дадаизму и сюрреализму, на которой была показана известная работа объекта Object (Le Déjeuner en fourrure) Мерета Оппенгейма. В 1938 году музей снова переехал в Бостонский арт-клуб (Boston Art Club) на улицу 270 Dartmouth Street. В 1939 году художественная организация стала называться «Институт современного искусства» (Institute of Modern Art) и после смены имени провел выставку немецкого дегенеративного искусства, названного таковым самим Гитлером. Среди художников, представленных на выставке, были Макс Бекманн, Эрнст Людвиг Кирхшнер, Эмиль Нольде и Пауль Клее. 
В 1940 году в музее прошла передвижная выставка работ Пабло Пикассо — «Picasso, Forty Years of His Art», в которую вошла знаменитая его работа «Герника». В 1940 году музей переехал в третий раз на улицу 210 Beacon Street и провёл первый в США музейный обзор работ выдающегося архитектора Фрэнка Ллойда Райта. Музей работал на этом месте до 1943 года, когда в очередной раз переехал на улицу 138 Newbury Street, где впервые представил работы афроамериканских художников в Новой Англии, в том числе работы Ромаре Бирдена, Джейкоба Лоуренса и других. Бостонский институт искусств стал также площадкой работ Бостонских экспрессионистов. В 1948 году «Институт современного искусства» снова меняет свое название на «Институт современного изобразительного искусства» (Institute of Contemporary Art), чтобы дистанцироваться от термина «модерн». После нового наименования Бостонский музей показал работы Ле Корбюзье в его первой выставке в Соединенных Штатах.
В течение последующих лет музей представил много выставок, включая творчество Эдварда Мунка с его знаменитой работой «Крик», Василия Кандинского (в 1952 году), включая работы, которые никогда не показывались в Соединенных Штатах, а также первую ретроспективу Милтона Эвери (в 1953 году). В 1956 году музей снова сменил своё место положения, переехав  школу School of the Museum of Fine Arts at Tufts, где в 1958 году организовал первый музейный просмотр Роберто Матта в Соединенных Штатах. В 1960 году Бостонский музей переехал в художественный центр Metropolitan Boston Arts Center, который был спроектирован первым директором музея Натаниэлем Солтонстоллом. В течение следующих пяти лет на этой площадке были показаны коллекции произведений художников, представляющих Соединенные Штаты на Венецианской биеннале — Джон Чемберлен, Джим Дайн, Джаспер Джонс, Моррис Луи, Кеннет Ноланд, Клас Ольденбург, Роберт Раушенберг и Фрэнк Стелла, а в 1965 году в музее была размещена выставка видео и электронного искусства под названием «Art Turned On», в которой присутствовал Марсель Дюшан. В 1966 году Бостонский музей организовал выставку Энди Уорхола, в которой было представлено около 40 произведений художника.

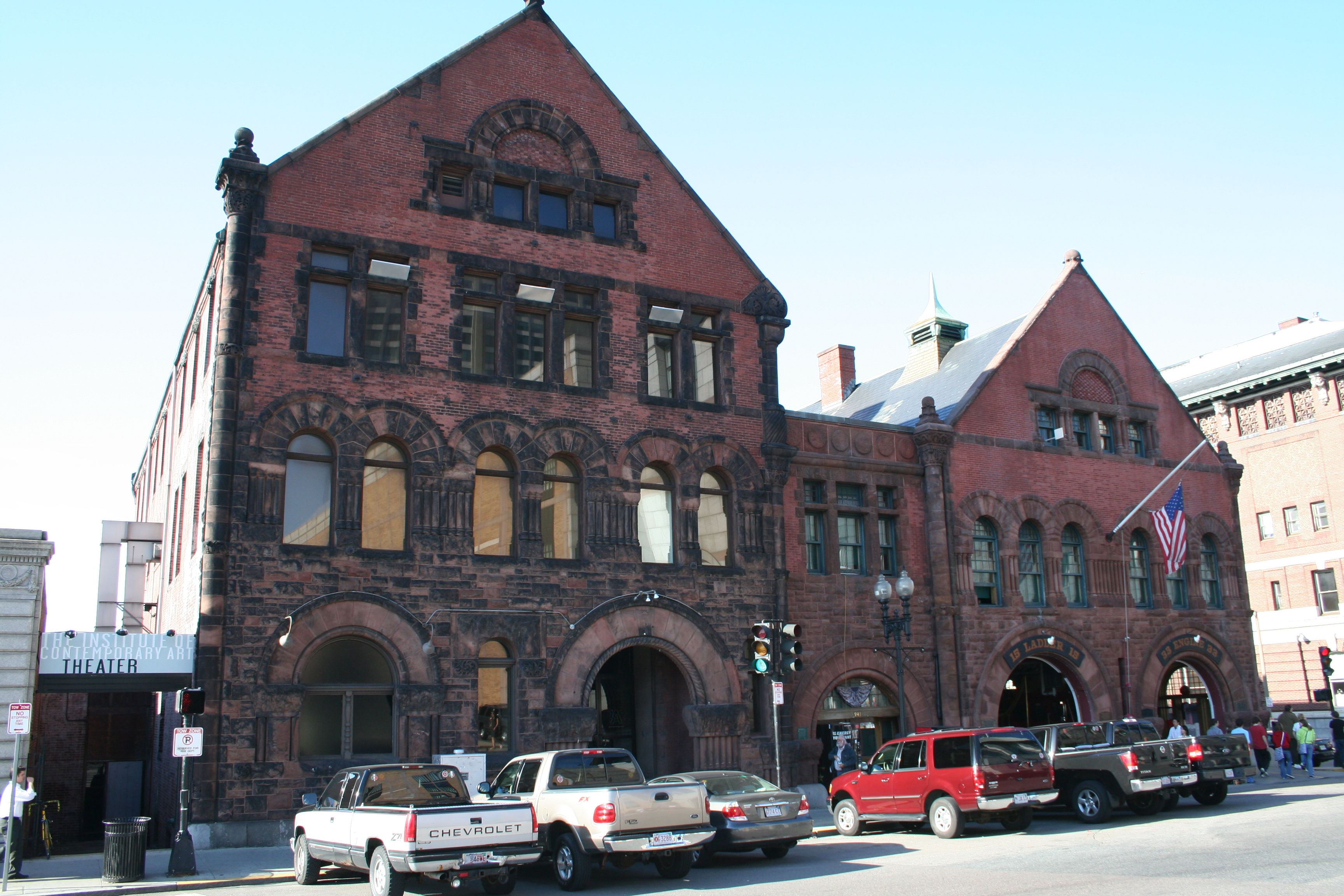
Здание музея на 955 Boylston Street

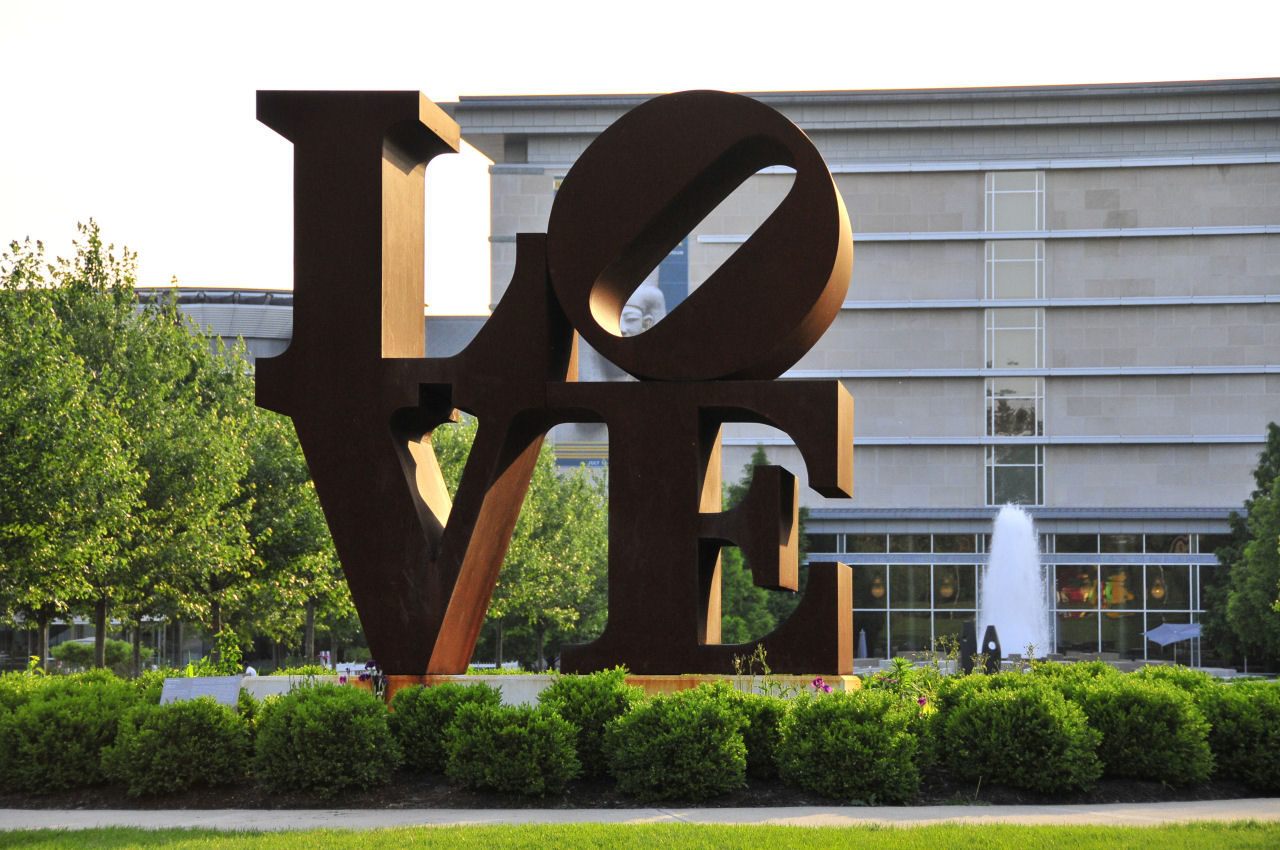
Скульптура LOVE

В 1968 году музей вернулся в Бостонский Метрополитен-центр искусств, но через два года совершил очередной переезд в Parkman House на 33 Beacon Street. В течение этих лет он провел выставку под названием «Monumental Sculpture for Public Spaces», на которой были представлены масштабные скульптурные произведения таких известных художников, как Александр Колдер, Дональд Джадд, Роберт Моррис, Луиза Невельсон, Клас Ольденбург и Марк ди Суверо. Их работы были размещены в общественных местах по всему городу; одной из самых заметных стала работаа Роберта Индианы — 12-футовая скульптура из кортеновской стали с названием LOVE, установленная на городской площади City Hall Plaza. В 1972 году музей показал первое сольное шоу Дугласа Хюблера, а в 1973 году музей обрёл новое место расположения на 955 Boylston Street в бывшем полицейском участке. Музей занимал это здание в течение следующих 33 лет, в течение которых приобрёл и выставил большое количество новых экспонатов. Значимыми событиями в этот период времени были: ретроспективная выставка работ Класа Олденбурга в 1976 году, на которой присутствовал сам автор; а также первый показ произведений Дэвида Хокни в Америке в 1977 году. В 1980 году в музее состоялась первая в США музейная выставка чисто дадаистских работ и роликовая дискотека по сбору средств.
В 1980-х годах музей всё так же продолжал активную выставочную деятельность, проведя в 1982 году первую музейную экспозицию работ Франческо Клементе и Ансельма Кифера. В 1984 году Бостонский музей вместе с WGBH и бостонской вещательной службой Public Broadcasting Service создали фонд  Contemporary Art Television Fund, который помогает художникам представлять свои работы и творчество на телевидении. В 1986 году музей выставлял работы Аллана Секулы с его первой музейной экспозицией. 
В 1990 году Институт современного искусства в Бостоне стал последней остановкой передвижной чрезвычайно противоречивой выставки «The Perfect Moment», на которой были представлены работы Роберта Мэпплторпа, а также показана первая музейная выставка в США работ Софи Калле. В 1997 году свою первую выставку в США в Бостонском музее провёл Сильдо Мейрелеш.
Конец 1990-х годов ознаменовался резким изменением в Бостонском художественном музее. Новым директором стала Джилл Медведов, которая приступила к созданию проекта  «Vita Brevis», представляющего собой серию крупномасштабных произведений искусства, которые были выставлены в общественных местах по всему Бостону. Эти работы значительно повысили общественную осведомленность и имидж музея. Следующим значимым для музеем событием стал выигранный в 1999 год конкурс на строительство нового здания этого культурного учреждения на бостонской набережной Fan Pier.  Пока возводилось новое здание, музей продолжал свою деятельность  и провёл несколько важных выставок, включая первую персональную выставку в этом музее работ Корнелии Паркер в 2000 году и первую персональную выставку в Соединенных Штатах Олафура Элиассона в 2001 году. 
В 2006 году Бостонский институт современного искусства переехала в свое новое здание площадью 65 000 квадратных футов на городской набережной, содержащее как галереи, так и пространство для экспозиций. Обретя новое капитальное помещение, музей начал создавать постоянную коллекцию, чему не способствовало прежнее мигрирование по местам расположения. Новое здание музея было спроектировано архитектурной фирмой Diller Scofidio + Renfro.
Директором Бостонского института современного искусства является Джилл Медведов (Jill Medvedow, она же — Ellen Matilda Poss). Музей аккредитован Американским альянсом музеев.

Виды музея
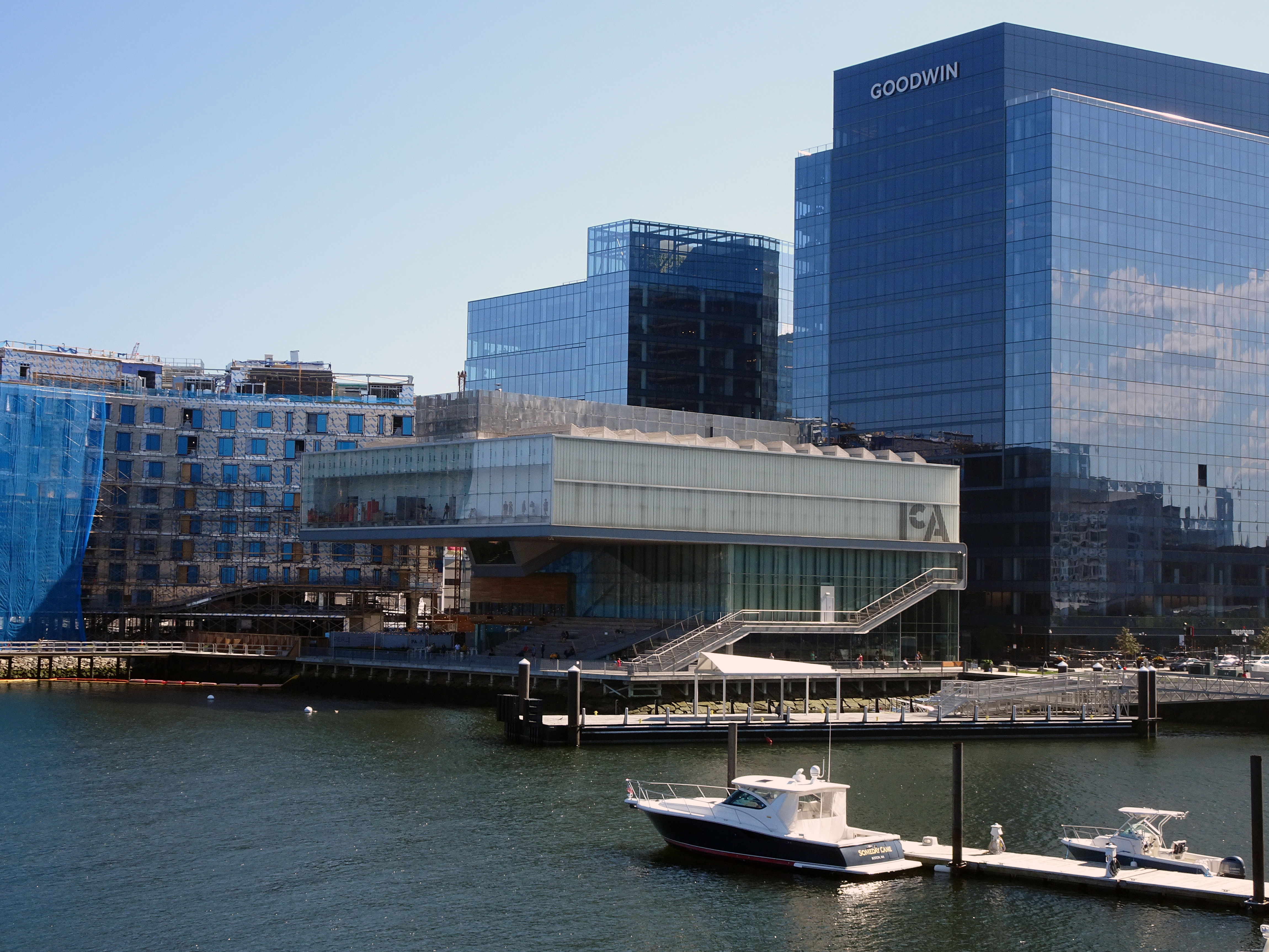
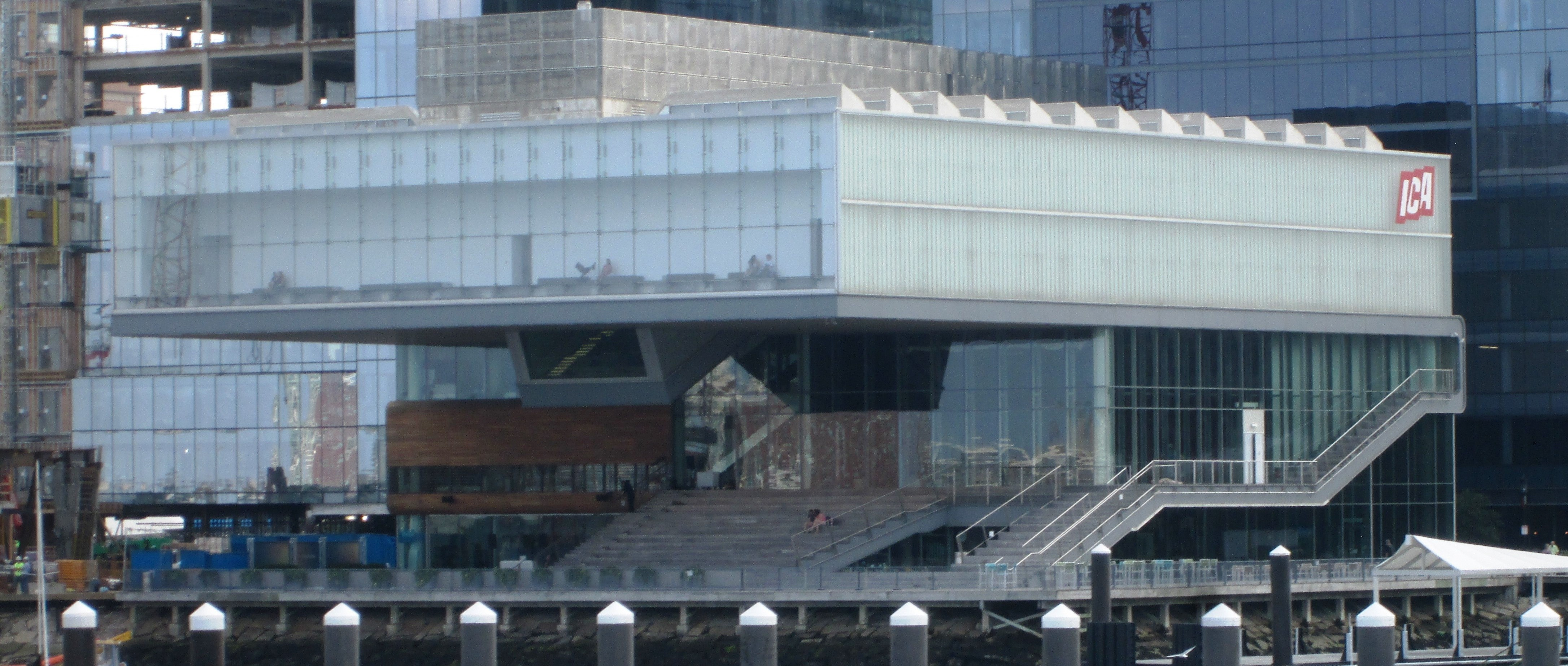
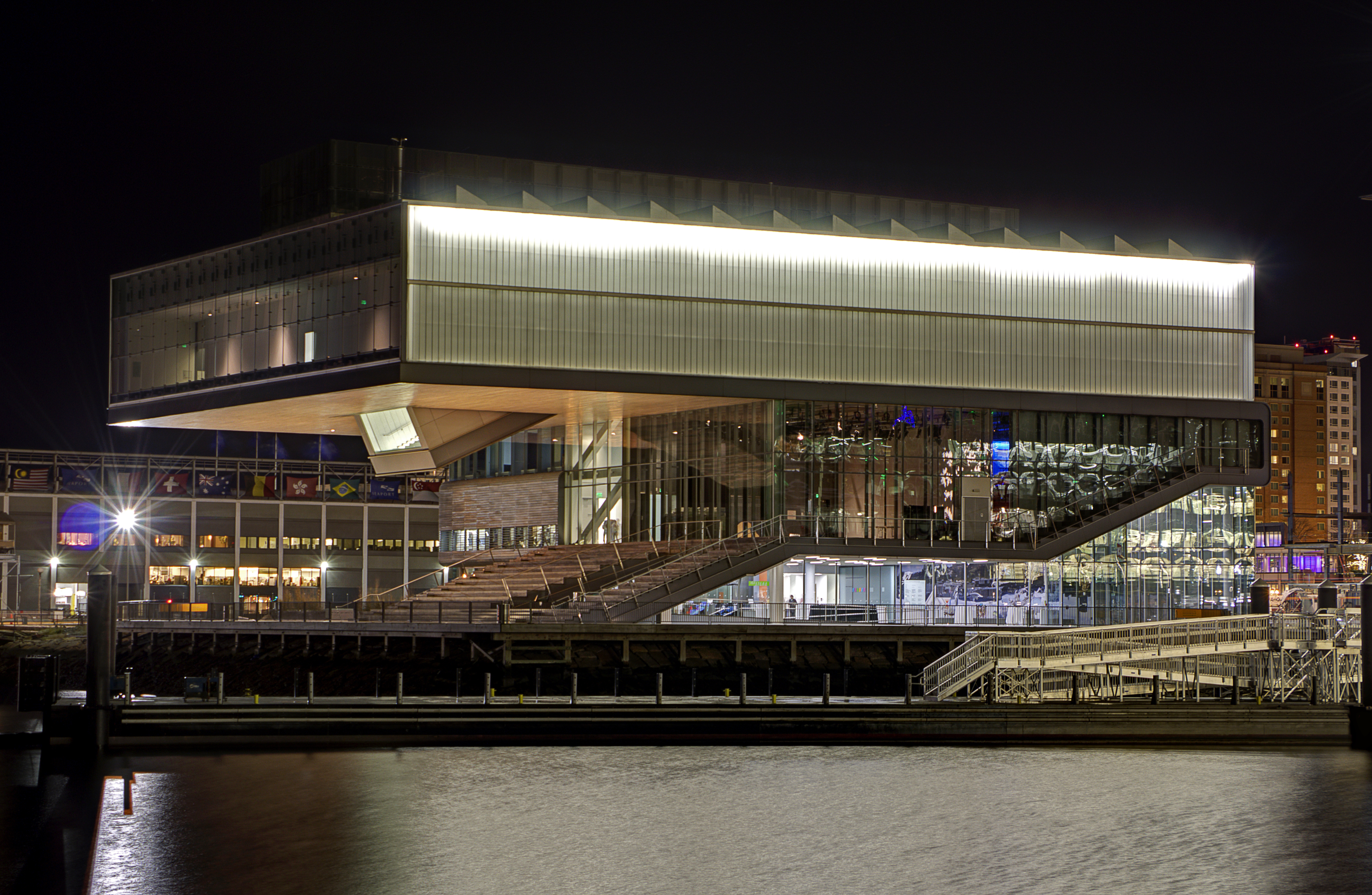